# 1981年以色列議會選舉
1981年以色列議會選舉舉行於1981年6月30日，選出第十屆以色列議會的120名議員，投票率有78.5%。右派政黨利庫德集團比工黨多獲得1個議席，維持了其最大政黨的地位。

## 外部連結
- Historical overview of the Tenth Knesset （页面存档备份，存于） Knesset website
- Factional and Government Make-Up of the Tenth Knesset （页面存档备份，存于） Knesset website